# Alfredo Angulo
Alfredo Angulo López (* 11. August 1982 in Mexicali) ist ein mexikanischer Profiboxer im Mittelgewicht.

## Amateurkarriere
Alfredo Angulo begann im Alter von 17 Jahren mit dem Boxen und bestritt als Amateur etwa 100 Kämpfe. Er wurde vierfacher Mexikanischer Meister, gewann 2001 die Silbermedaille im Weltergewicht bei den Zentralamerika- und Karibikmeisterschaften in der Dominikanischen Republik, 2002 eine Bronzemedaille im Halbmittelgewicht bei den Zentralamerika- und Karibikspielen in El Salvador, sowie 2003 eine weitere Bronzemedaille im Weltergewicht bei den Panamerikanischen Spielen in der Dominikanischen Republik. Im Februar 2003 gelang ihm zudem ein Sieg gegen Timothy Bradley.
Im März 2004 nahm er im Mittelgewicht an der amerikanischen Olympiaqualifikation teil und erreichte unter anderem mit einem Sieg gegen Jean Pascal das Finale, wo er schließlich nach Punkten gegen Andre Dirrell unterlag. Durch den dabei erreichten zweiten Platz war er jedoch für die Olympischen Sommerspiele 2004 in Athen qualifiziert, verlor dort jedoch noch im ersten Kampf gegen Andy Lee.

## Profikarriere
2005 wurde er Profi und gewann sein Debüt am 6. Januar gegen Tomas Padron (1-0). Von 2006 bis 2009 gewann er elf Kämpfe in Folge durch K. o., darunter gegen Emmanuel Gonzalez (9-0), Archak TerMeliksetian (16-5), Ricardo Cortes (22-1), Richard Gutierrez (24-1) und Andrei Tsurkan (26-3). In einem WM-Ausscheidungskampf am 30. Mai 2009 in Florida, unterlag er jedoch nach Punkten gegen Kermit Cintrón (30-2).
Anschließend schlug er Gabriel Rosado (12-3) vorzeitig in der zweiten Runde und boxte am 7. November 2009 um die interime Weltmeisterschaft der WBO im Halbmittelgewicht, die er durch K. o. in der dritten Runde gegen Harry Yorgey (22-0) gewann. Zudem besiegte er noch Joel Julio (35-3) durch K. o. in der elften Runde, sowie Joachim Alcine (32-1) und Joe Gomez (17-4) jeweils durch K. o. in der ersten Runde.
Im November 2011 unterlag er schließlich gegen James Kirkland (29-1) durch t.K.o. in der sechsten Runde, verzeichnete jedoch auch einen Niederschlag in Runde 1. Nach zwei Aufbausiegen verlor er im Juni 2013 durch t.K.o. in der zehnten Runde gegen Erislandy Lara (17-1), hatte seinen Kontrahenten jedoch zweimal am Boden. Im März 2014 verlor er gegen Saúl Álvarez (42-1) ebenfalls durch t.K.o. in der zehnten Runde.
Im September 2014 unterlag er nach Punkten gegen James De la Rosa (22-2). Weitere Niederlagen erlitt er 2016 gegen Freddy Hernández (33-8) und 2018 gegen Sergio Mora (28-5).
Im September 2019 gewann er überraschend gegen Peter Quillin (34-1).